# Arnd Spranger
Arnd Spranger (* 13. September 1969) ist ein ehemaliger deutscher Fußballspieler.

## Sportliche Laufbahn
Seine Fußballkarriere begann bei der BSG Motor WEMA/Aufbau Plauen. 1983 wechselte er in den Nachwuchsbereich des FC Karl-Marx-Stadt, bei dem er zunächst bis ins Junioren-Oberligateam aufrückte.

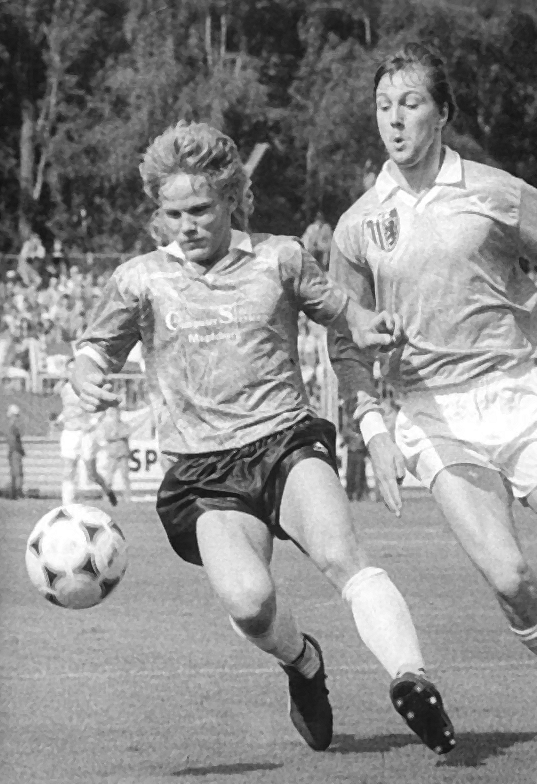
Arnd Spranger (rechts) 1990
im Duell mit Stefan Minkwitz

In der Saison 1989/90 debütierte Arnd Spranger nach Rückrundenbeginn im Oberligateam des FCK. Bei seinem ersten Einsatz in der ostdeutschen Eliteliga am 14. Spieltag erzielte er beim 3:1-Heimsieg gegen die BSG Energie Cottbus auch sein Premierentor zum zwischenzeitlichen Ausgleich. Noch in der Vorrunde dieser Spielzeit sowie bereits 1988/89 war der Offensivspieler bei einer Betriebssportgemeinschaft der Bezirkshauptstadt, der BSG Motor "Fritz Heckert" Karl-Marx-Stadt, in der zweithöchsten Spielklasse aktiv gewesen.
Mit den inzwischen als Chemnitzer FC firmierenden Himmelblauen erreichte er in der letzten eigenständigen Saison des ostdeutschen Fußballs durch einen 5. Platz die direkte Qualifikation für die 2. Bundesliga und deren erstes gesamtdeutsches Spieljahr. Zum Jahreswechsel 1992/93 wechselte Spranger innerhalb Sachsens vom CFC, bei dem er in der Vorrunde nicht mehr eingesetzt wurde, zum FSV Zwickau in die drittklassige Amateur-Oberliga. Nach einem 5. Platz am Ende der Spielzeit 1992/93 wurden die Zwickauer in der Folgesaison Staffelsieger und qualifizieren sich über die Aufstiegsrunde im Sommer 1994 für die Zweitklassigkeit. Nach einem knapp verhinderten Abstieg in der Premierensaison gelang den Zwickauern im Jahr darauf mit einem 5. Rang ihre bis heute beste Platzierung nach der Wiedervereinigung.
Im Sommer 1996 schloss sich Arnd Spranger dem Regionalligisten VFC Plauen an, mit dem er zweimal am DFB-Pokal teilnahm. Nach der verpassten Qualifikation für die zweigleisige Regionalliga im Sommer 2000 war er bis 2005 in der viertklassigen Oberliga für die Vogtländer am Ball. In der Rückrunde der Saison 2006/07 lief Spranger zwei Spiele für den Oberligisten VfB Auerbach auf.